# Шеназ ле Фрас
Шеназ ле Фрас (фр. Chainaz-les-Frasses) насеље је и општина у источној Француској у региону Рона-Алпи, у департману Горња Савоја која припада префектури Анси.
По подацима из 2011. године у општини је живело 612 становника, а густина насељености је износила 109,87 становника/km². Општина се простире на површини од 5,57 km². Налази се на средњој надморској висини од 678 метара (максималној 725 m, а минималној 420 m).

## Демографија
| 1962. | 1968. | 1975. | 1982. | 1990. | 1999. | 2011. |
| ----- | ----- | ----- | ----- | ----- | ----- | ----- |
| 232   | 234   | 211   | 260   | 395   | 518   | 612   |

График промене броја становника у току последњих година